# سجل تجاري

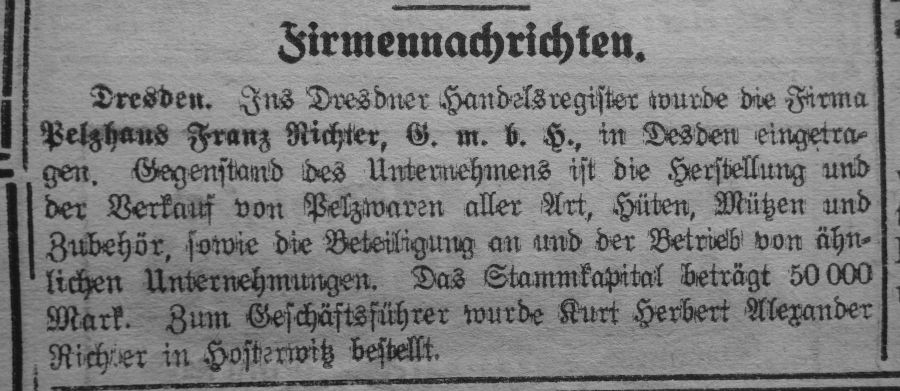
قيد في السجل التجاري عام 1922. المدير الإداري كورت هربرت ألكسندر ريختر في هوسترويتز.

السجل التجاري هو سجل أو دفتر يقيد فيه بيانات عن تاجر سواء كان فرد أو شركة، وتخصص فيه صفحة لكل تاجر تضم كل ما يتعلق بنشاطه التجاري وما يطرأ عليه من تعديلات.

## وظائف السجل التجاري
1. وظيفة استعلامية : يعطي صورة واضحة عن التاجر من حيث تحديد مركزه المالي، وما يملكه من محل تجاري وفروعه وحقوق الملكية الصناعية ...[1][2][3] إلخ ويتلخص الهدف من ذلك توفير الثقة والإطمئنان في نفوس من يتعاملون مع التاجر.
2. وظيفة إحصائية
3. وظيفة اقتصادية
4. وظيفة قانونية